# Phaeodepas
Phaeodepas es un género de hongos en la familia Marasmiaceae. El género contiene dos especies nativas de Venezuela.